# Acorralada (película de 1953)
 Acorralada  es una película en blanco y negro de Argentina dirigida por Julio C. Rossi sobre su propio guion escrito en colaboración con Miguel de Calasanz y Roberto Socoll según el argumento de Alfredo López que se estrenó el 9 de abril de 1953 y que tuvo como protagonistas a Guillermo Battaglia, Silvia Nolasco, Alfredo Jordán y Domingo Sapelli. Fue filmada parcialmente en la provincia de Mendoza.

## Sinopsis
Una cancionista que mató a su esposo en Cuba, se refugia en Argentina y es perseguida por un policía.

## Reparto
- Guillermo Battaglia… Inspector Saquetti
- Silvia Nolasco…Gladys
- Alfredo Jordán…Rivas
- Domingo Sapelli…Raúl Amenábar
- Jorge Closas…Ricardo Solano
- Enrique del Río
- Rafael Chumbita…Borracho
- Antonio Manzur
- Perla Varta
- Doris Petersen
- Oscar Huidobro
- María Romeo
- Mateo Martínez
- Marina Martins
- Pedro Ana
- Blanca Falvo
- Carlos W. Peacock
- Nora Álvarez
- A. Quiroga Pelletier
- Amanda Lazcano
- Carlos Maggio
- Julio César Barton…Relator
- Elena de Torres…Doblaje de Silvia Nolasco en los boleros

## Comentario
La Prensa opinó:

”No es precisamente un dechado de calidad….Muestra elemental de cine nacional.”